# Saison 1946-1947 de l'AS Saint-Étienne
Chronologie
Saison précédente Saison suivante
Cet article fournit diverses informations sur la saison 1946-1947 de l'AS Saint-Étienne, un club de football français basé à Saint-Étienne (Loire).

## Résumé de la saison
- Le but cette saison est de prouver que la seconde place de la saison dernière ne fut pas due à la chance.
- Le recrutement compte celui qui sera une des stars du championnat, le gardien Tchèque Karel Finek, physiquement impressionnant.
- La guerre a cependant laissé des traces et l'attachement au maillot n'est plus ce qu'il était. Ainsi, Antoine Cuissard dont l'évolution fut extrêmement rapide (Équipe de France A alors qu'encore amateur), quitte le club pour rejoindre Lorient et sa famille. Jean Snella, officiellement devenu entraîneur (après de multiples maux de dos qui l'ont poussé à mettre fin à sa carrière) part avec lui dans le club breton.
- Du côté de la direction, Maître Perroudon tombe gravement malade. Dans cette situation critique, le vice-président Eugène Cognet assure l'intérim.

## Équipe professionnelle

### Transferts
Sont considérés comme arrivées, des joueurs n’ayant pas joué avec l’équipe 1 la saison précédente.
| Nom                | Nationalité | Poste     | Transfert | Provenance/Destination | Division |
| ------------------ | ----------- | --------- | --------- | ---------------------- | -------- |
| Arrivées           |             |           |           |                        |          |
| Michel Jacquin     |             | Gardien   | -         | -                      | -        |
| Karel Finek        |             | Gardien   | Transfert | Slavia Prague          | -        |
| Jean Claustrat     |             | Milieu    | Transfert | Avignon                | -        |
| Mohamed Nemeur     |             | Milieu    | Transfert | Le Havre AC            | -        |
| Roger Pasquini     |             | Milieu    | -         | -                      | -        |
| Maryan Mielkarek   |             | Attaquant | -         | -                      | -        |
| Départs            |             |           |           |                        |          |
| Albert Tricon      |             | Gardien   | -         | -                      | -        |
| Gaston Gardet      |             | Défenseur | -         | -                      | -        |
| André Soulier      |             | Défenseur | -         | -                      | -        |
| Gracioso Benacchio |             | Milieu    | -         | -                      | -        |
| Jean Snella        |             | Milieu    | Transfert | Lorient                | -        |
| Antoine Cuissard   |             | Attaquant | Transfert | Lorient                | -        |

### Championnat

#### Matchs allers
| Date       | N o | Adversaire             | Lieu | Résultat | Buteurs pour Saint-Étienne                                | Points |
| ---------- | --- | ---------------------- | ---- | -------- | --------------------------------------------------------- | ------ |
| 18/08/1946 | J01 | SO Montpellier         | Ext. | 3 - 1    | Rodriguez 80e                                             | 0      |
| 25/08/1946 | J02 | FC Nancy               | Dom. | 2 - 2    | Lauer , Brusseaux                                         | 1      |
| 01/09/1946 | J03 | AS Cannes              | Dom. | 4 - 3    | Scallon 22e 52e, Lauer 60e, Alpsteg 85e                   | 3      |
| 08/09/1946 | J04 | Toulouse FC            | Ext. | 4 - 3    | Lauer , Rodriguez                                         | 3      |
| 12/09/1946 | J05 | FC Metz                | Dom. | 6 - 2    | Lauer 51e, Rodriguez 58e 61e, Firoud 70e 72e, Alpsteg 81e | 5      |
| 15/09/1946 | J06 | RC Strasbourg          | Dom. | 1 - 1    | Brusseaux 30e                                             | 6      |
| 22/09/1946 | J07 | FC Rouen               | Ext. | 3 - 0    | -                                                         | 6      |
| 26/09/1946 | J08 | Stade de Reims         | Ext. | 5 - 0    | -                                                         | 6      |
| 29/09/1946 | J09 | Red Star OA            | Ext. | 0 - 0    | -                                                         | 7      |
| 06/10/1946 | J10 | Le Havre AC            | Dom. | 2 - 0    | Rodriguez , Firoud                                        | 9      |
| 13/10/1946 | J11 | FC Sète                | Ext. | 2 - 1    | Alpsteg 74e                                               | 9      |
| 17/10/1946 | J12 | RC Lens                | Dom. | 4 - 1    | Alpsteg 65e, Rodriguez 88e 89e                            | 11     |
| 20/10/1946 | J13 | Lille OSC              | Dom. | 2 - 1    | Pasquini 70e, Brusseaux -                                 | 13     |
| 27/10/1946 | J14 | CO Roubaix-Tourcoing   | Dom. | 2 - 0    | Firoud 25e, Pasquini 38e                                  | 15     |
| 03/11/1946 | J15 | RC Paris               | Dom. | 0 - 3    | -                                                         | 15     |
| 10/11/1946 | J16 | Bordeaux               | Ext. | 3 - 1    | Rodriguez 46e                                             | 15     |
| 17/11/1946 | J17 | Olympique de Marseille | Dom. | 3 - 1    | Pasquini 7e, Alpsteg 15e, Brusseaux 24e                   | 17     |
| 27/11/1946 | J18 | Stade français         | Ext. | 3 - 0    | -                                                         | 17     |
| 01/12/1946 | J19 | Stade rennais UC       | Ext. | 2 - 1    | Brusseaux 44e                                             | 17     |

#### Matchs retours
| Date       | N o | Adversaire             | Lieu | Résultat | Buteurs pour Saint-Étienne                     | Points |
| ---------- | --- | ---------------------- | ---- | -------- | ---------------------------------------------- | ------ |
| 08/12/1946 | J20 | Bordeaux               | Dom. | 4 - 2    | Rich 40e 56e, Pasquini 53e, Fortunel 60e (csc) | 19     |
| 21/12/1946 | J21 | RC Paris               | Ext. | 3 - 4    | Brusseaux , Alpsteg , Pasquini , Lauer         | 21     |
| 29/12/1946 | J22 | CO Roubaix-Tourcoing   | Ext. | 7 - 3    | Firoud , Alpsteg                               | 21     |
| 12/01/1947 | J23 | SO Montpellier         | Dom. | 3 - 0    | Brusseaux 10e 28e, Rodriguez 16e               | 23     |
| 19/01/1947 | J24 | Olympique de Marseille | Ext. | 2 - 0    | -                                              | 23     |
| 26/01/1947 | J25 | FC Nancy               | Ext. | 1 - 1    | Firoud 78e                                     | 24     |
| 09/02/1947 | J26 | Stade rennais UC       | Dom. | 1 - 5    | Firoud 83e                                     | 24     |
| 16/02/1947 | J27 | AS Cannes              | Ext. | 7 - 0    | -                                              | 24     |
| 23/02/1947 | J28 | Stade français         | Dom. | 1 - 1    | Alpsteg 50e                                    | 25     |
| 29/02/1947 | J29 | FC Rouen               | Dom. | 1 - 0    | Scallon 47e                                    | 27     |
| 16/03/1947 | J30 | RC Strasbourg          | Ext. | 3 - 3    | Lauer 13e , Alpsteg 63e                        | 28     |
| 20/03/1947 | J31 | FC Metz                | Ext. | 4 - 4    | Scallon 51e, Rodriguez 73e 82e, Claustrat 78e  | 29     |
| 03/04/1947 | J32 | Stade de Reims         | Dom. | 1 - 1    | Lauer 31e                                      | 30     |
| 06/04/1947 | J33 | Red Star OA            | Dom. | 3 - 1    | Lauer 13e 37e, Nuevo 65e (csc)                 | 32     |
| 17/04/1947 | J34 | RC Lens                | Ext. | 1 - 1    | Alpsteg 70e                                    | 33     |
| 23/04/1947 | J35 | Lille OSC              | Ext. | 4 - 3    | Alpsteg , Nemeur 74e                           | 33     |
| 08/05/1947 | J36 | FC Sète                | Dom. | 1 - 1    | Rodriguez 64e                                  | 34     |
| 15/05/1947 | J37 | Le Havre AC            | Ext. | 0 - 0    | -                                              | 35     |
| 18/05/1947 | J38 | Toulouse FC            | Dom. | 4- 2     | Firoud 12e, Rodriguez 65e 77e 87e              | 37     |

#### Classement final
| Rang | Équipe                   | Pts | J  | G  | N  | P  | Bp | Bc | GA    |
| ---- | ------------------------ | --- | -- | -- | -- | -- | -- | -- | ----- |
| 1    | CO Roubaix-Tourcoing     | 53  | 38 | 24 | 5  | 9  | 71 | 47 | 1,511 |
| 2    | Stade de Reims           | 49  | 38 | 22 | 5  | 11 | 72 | 40 | 1,8   |
| 3    | RC Strasbourg            | 49  | 38 | 21 | 7  | 10 | 79 | 50 | 1,58  |
| 4    | Lille OSC T C            | 47  | 38 | 20 | 7  | 11 | 89 | 52 | 1,712 |
| 5    | Stade français P         | 46  | 38 | 19 | 8  | 11 | 72 | 58 | 1,241 |
| 6    | Olympique de Marseille   | 45  | 38 | 17 | 11 | 10 | 69 | 55 | 1,255 |
| 7    | Red Star OA              | 39  | 38 | 15 | 9  | 14 | 56 | 61 | 0,918 |
| 8    | AS Cannes                | 38  | 38 | 17 | 4  | 17 | 57 | 66 | 0,864 |
| 9    | Stade rennais UC         | 38  | 38 | 16 | 6  | 16 | 67 | 78 | 0,859 |
| 10   | FC Metz                  | 37  | 38 | 12 | 13 | 13 | 93 | 75 | 1,24  |
| 11   | AS Saint-Étienne         | 37  | 38 | 13 | 11 | 14 | 71 | 84 | 0,845 |
| 12   | FC Nancy P               | 36  | 38 | 13 | 10 | 15 | 62 | 59 | 1,051 |
| 13   | FC Sète                  | 35  | 38 | 12 | 11 | 15 | 65 | 79 | 0,823 |
| 14   | Toulouse FC P            | 34  | 38 | 15 | 4  | 19 | 70 | 80 | 0,875 |
| 15   | RC Paris                 | 33  | 38 | 14 | 5  | 19 | 76 | 80 | 0,95  |
| 16   | SO Montpellier P         | 33  | 38 | 14 | 5  | 19 | 59 | 71 | 0,831 |
| 17   | RC Lens                  | 31  | 38 | 12 | 7  | 19 | 67 | 72 | 0,931 |
| 18   | FC Girondins de Bordeaux | 31  | 38 | 12 | 7  | 19 | 58 | 81 | 0,716 |
| 19   | Le Havre AC              | 25  | 38 | 9  | 7  | 22 | 44 | 83 | 0,53  |
| 20   | FC Rouen                 | 24  | 38 | 7  | 10 | 21 | 37 | 63 | 0,587 |

Résultat
- Champion de France 1946-1947
- Vice-champion de France 1946-1947

Relégation
- 17e, 18e, 19e et 20e : relégation en Division 2

Abréviations
T : Tenant du titre

C : Vainqueur de la Coupe de France 1946-47

P : Promus de Division 2
- En cas d'égalité entre deux clubs, le premier critère de départage est la moyenne de buts.
- En raison du passage de la D1 de 20 clubs à 18 clubs, quatre clubs sont relégués en D2, et deux montent : le FC Sochaux et l'Olympique Alès.

### Coupe de France

#### Tableau récapitulatif des matchs
| Date       | N o               | Adversaire    | Lieu      | Résultat | Buteurs pour Saint-Étienne                    | Suite                               |
| ---------- | ----------------- | ------------- | --------- | -------- | --------------------------------------------- | ----------------------------------- |
| 23/11/1946 | 128èmes de finale | Vichy         | Vichy     | 1- 6     | Firoud 40e 41e, Lauer 43e, Rodriguez Pasquini | Qualifiés pour les 64èmes de finale |
| 15/12/1946 | 64èmes de finale  | EDS Montluçon | Montluçon | 3- 4     | Rich 2e 20e, Pasquini 65e, Rodriguez 64e      | Qualifiés pour les 32èmes de finale |
| 05/01/1947 | 32èmes de finale  | Beauvais      | Besançon  | 0- 9     | Alpsteg , Rodriguez , Lauer , Brusseaux       | Qualifiés pour les 16èmes de finale |
| 02/02/1947 | 16èmes de finale  | Lille OSC     | Paris     | 3 - 1    | Brusseaux 61e (pen.)                          | Éliminés                            |

### Statistiques

#### Buteurs
| Place | Nom               | Division 1 | Coupe de France | TOTAL des BUTS |
| 1     | Antoine Rodriguez | 15 buts    | 6 buts          | 21 buts        |
| 2     | René Alpsteg      | 13 buts    | 4 buts          | 17 buts        |
| 3     | Jean Lauer        | 11 buts    | 2 buts          | 13 buts        |
| 4     | Kader Firoud      | 9 buts     | 2 buts          | 11 buts        |
| 5     | Michel Brusseaux  | 8 buts     | 2 buts          | 10 buts        |
| 6     | Roger Pasquini    | 5 buts     | 2 buts          | 7 buts         |
| 7     | Hector Scallon    | 4 buts     | -               | 4 buts         |
| 7     | Joseph Rich I     | 2 buts     | 2 buts          | 4 buts         |
| 9     | Jean Claustrat    | 1 but      | -               | 1 but          |
| 9     | Mohamed Nemeur    | 1 but      | -               | 1 but          |
| #     | contre son camp   | 2 buts     | -               | 2 buts         |
| Total | 10 buteurs        | 71 buts    | 20 buts         | 91 buts        |

Date de mise à jour : le 23 septembre 2014.

#### Affluences
Affluence de l'AS Saint-Étienne à domicile

### Équipe de France
Un seul Stéphanois aura les honneurs de l’Équipe de France cette année en la personne de René Alpsteg qui jouera 3 rencontres de l’Équipe de France.
| Joueurs      | Position  | Date       | Lieu     | Adversaire | Score | Temps de jeu | Buts |
| René Alpsteg | Attaquant | 26.05.1947 | Colombes | Pays-Bas   | 4- 0  | 90           | 17e  |
| René Alpsteg | Attaquant | 01.06.1947 | Colombes | Belgique   | 4- 2  | 90           | -    |
| René Alpsteg | Attaquant | 08.06.1947 | Lausanne | Suisse     | 1- 2  | 90           | 36e  |